# Lin Yu-tang
Dans ce nom chinois, le nom de famille, Lin, précède le nom personnel Yu-tang.
Lin Yu-tang, né le 11 mai 2000, est un athlète taïwanais, spécialiste du saut en longueur.

## Biographie
En 2023, il remporte les championnats d'Asie en salle à Astana, puis les championnats d'Asie en plein air à Bangkok en établissant la marque de 8,40 m.

## Palmarès
| Date | Compétition                  | Lieu    | Résultat | Marque |
| ---- | ---------------------------- | ------- | -------- | ------ |
| 2023 | Championnats d'Asie en salle | Astana  | 1er      | 8,02 m |
| 2023 | Championnats d'Asie          | Bangkok | 1er      | 8,40 m |

## Records
| Épreuve          | Temps            | Vent             | Lieu             | Date             |
| Saut en longueur | Saut en longueur | Saut en longueur | Saut en longueur | Saut en longueur |
| ---------------- | ---------------- | ---------------- | ---------------- | ---------------- |
| En plein air     | 8,40 m           | + 0,3            | Bangkok          | 15 juillet 2023  |
| En salle         | 8,02 m           |                  | Astana           | 12 février 2023  |